# Llaurí
Llaurí (en valencien et en castillan) est une commune d'Espagne de la province de Valence dans la Communauté valencienne. Elle est située dans la comarque de la Ribera Baixa et dans la zone à prédominance linguistique valencienne.

## Géographie

Localisation de Llaurí
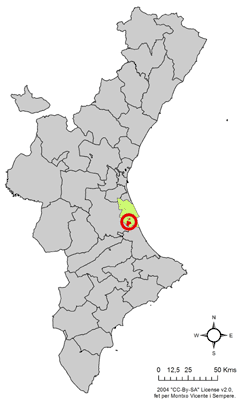
dans la Communauté valencienne.
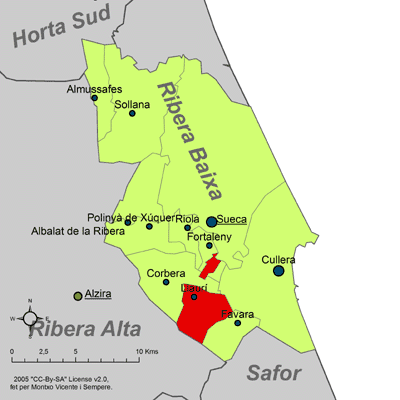
dans la comarque de la Ribera Baixa.

### Localités limitrophes
Le territoire communal de Llaurí est voisin de celui des communes suivantes :
Alzira, Corbera, Cullera, Favara, Fortaleny et Sueca, toutes situées dans la province de Valence.

## Démographie
| 1990  | 1992  | 1994  | 1996  | 1998  | 2000  | 2002  | 2004  | 2005  | 2006  |
| ----- | ----- | ----- | ----- | ----- | ----- | ----- | ----- | ----- | ----- |
| 1.512 | 1.360 | 1.418 | 1.336 | 1.288 | 1.118 | 1.335 | 1.269 | 1.229 | 1.245 |

## Administration
Liste des maires, depuis les premières élections démocratiques.
| Législature | Nom du Maire                                            | Parti politique  |
| ----------- | ------------------------------------------------------- | ---------------- |
| 1979-1983   |                                                         |                  |
| 1983-1987   |                                                         |                  |
| 1987-1991   |                                                         |                  |
| 1991-1995   |                                                         |                  |
| 1995-1999   |                                                         |                  |
| 1999-2003   |                                                         |                  |
| 2003-2007   | Ana Maria González Herdaro / Juan José Cucarella Huguet | PSOE-Indépendant |
| 2007-2011   | Juan Carlos Ribes                                       | Gent de Llaurí   |

### Sources
- (es) Cet article est partiellement ou en totalité issu de l’article de Wikipédia en espagnol intitulé « Llaurí » (voir la liste des auteurs).